# Liste der Bodendenkmäler in Rohrdorf (am Inn)
Auf dieser Seite sind die Bodendenkmäler in der oberbayerischen Gemeinde Rohrdorf (am Inn) zusammengestellt. Diese Tabelle ist eine Teilliste der Liste der Bodendenkmäler in Bayern. Grundlage ist die Bayerische Denkmalliste, die auf Basis des Bayerischen Denkmalschutzgesetzes vom 1. Oktober 1973 erstmals erstellt wurde und seither durch das Bayerische Landesamt für Denkmalpflege geführt wird. Die folgenden Angaben ersetzen nicht die rechtsverbindliche Auskunft der Denkmalschutzbehörde.

## Bodendenkmäler der Gemeinde Rohrdorf (am Inn)

### Bodendenkmäler in der Gemarkung Höhenmoos
| Lage                 | Objekt | Akten-Nr.     | Bild |
| -------------------- | --- | ------------- | ---- |
| Höhenmoos (Standort) | Untertägige mittelalterliche und frühneuzeitliche Befunde und Funde im Bereich der Katholischen Pfarrkirche St. Peter in Höhenmoos und ihrer Vorgängerbauten. | D-1-8139-0079 |      |
| Höhenmoos (Standort) | Hofwüstung des späten Mittelalters und der frühen Neuzeit (Kirnbach).                                                                                         | D-1-8239-0083 |      |

### Bodendenkmäler in der Gemarkung Lauterbach
| Lage                  | Objekt | Akten-Nr.     | Bild |
| --------------------- | --- | ------------- | ---- |
| Lauterbach (Standort) | Burgstall des späten Mittelalters und der frühen Neuzeit (Sitz Hofhauß).                                                                                                   | D-1-8139-0072 |      |
| Lauterbach (Standort) | Untertägige mittelalterliche und frühneuzeitliche Befunde und Funde im Bereich der Katholischen Filialkirche St. Johannes Baptist in Lauterbach und ihrer Vorgängerbauten. | D-1-8139-0075 |      |

### Bodendenkmäler in der Gemarkung Rohrdorf
| Lage                | Objekt | Akten-Nr.     | Bild |
| ------------------- | --- | ------------- | ---- |
| Rohrdorf (Standort) | Körpergräber des frühen Mittelalters. | D-1-8139-0002 |      |
| Rohrdorf (Standort) | Grabhügel vorgeschichtlicher Zeitstellung. | D-1-8139-0248 |      |
| Rohrdorf (Standort) | Grabhügel vorgeschichtlicher Zeitstellung. | D-1-8139-0249 |      |
| Rohrdorf (Standort) | Siedlung vorgeschichtlicher Zeitstellung und Brandgräber der Urnenfelderzeit.                                                                                        | D-1-8239-0011 |      |
| Rohrdorf (Standort) | Reihengräberfeld des frühen Mittelalters. | D-1-8239-0012 |      |
| Rohrdorf (Standort) | Untertägige mittelalterliche und frühneuzeitliche Befunde und Funde im Bereich der Katholischen Pfarrkirche St. Jakobus d. Ä. in Rohrdorf und ihrer Vorgängerbauten. | D-1-8239-0070 |      |
| Rohrdorf (Standort) | Abgegangener Edelsitz des Mittelalters und der frühen Neuzeit (Oberes Schloss Rohrdorf).                                                                             | D-1-8239-0168 |      |
| Rohrdorf (Standort) | Abgegangener Edelsitz des Mittelalters und der frühen Neuzeit (Unteres Schloss Rohrdorf).                                                                            | D-1-8239-0169 |      |